# Antonivka, Babanka
Antonivka (în ucraineană Антонівка) este o comună în raionul Babanka, regiunea Cerkasî, Ucraina, formată numai din satul de reședință.

## Demografie
Componența lingvistică a comunei Antonivka
     Ucraineană (95,92%)
     Rusă (3,61%)
     Alte limbi (0,47%)
Conform recensământului din 2001, majoritatea populației comunei Antonivka era vorbitoare de ucraineană (95,92%), existând în minoritate și vorbitori de rusă (3,61%).